# High Times
«Хай Таймс» (англ. High Times) — щомісячний журнал в США обсягом 100 сторінок, повністю присвячений конопляній тематиці. Публікації журналу охоплюють широке коло тем, пов'язаних з психотропними коноплями: вирощування, селекція, медичне і рекреаційне застосування, юридичні аспекти, рух за легалізацію. Багато уваги приділяється тій галузі сучасної культури, в якій широко практикується вживання психотропних препаратів коноплі (в першу чергу, хіп-хоп, реггі та екстремальний спорт).
Журнал заснований 1974 року діячем американського контркультурного руху Томасом Кінгом Форкейдом (Tom Forcade) як періодичне видання, присвячене "пропаганді, захисту і збереження альтернативної культури". «Конопляна тема» відразу ж зайняла в ньому видне місце і до 1990-х років стала домінуючою.
У 1980-х і 1990-х роках в журналі як кореспондент працював відомий активіст-антипрогібіціоніст Ед Розенталь. В даний час посаду головного редактора займає Кріс Сімунек, редактор відділу культивації - Денні Данко. Регулярну колонку в журналі веде Хорге Сервантес.
На даний час «High Times» є найбільш багатотиражним і найбільш впливовим з періодичних видань, які присвячені коноплі.